# Dorfkirche Grumbach

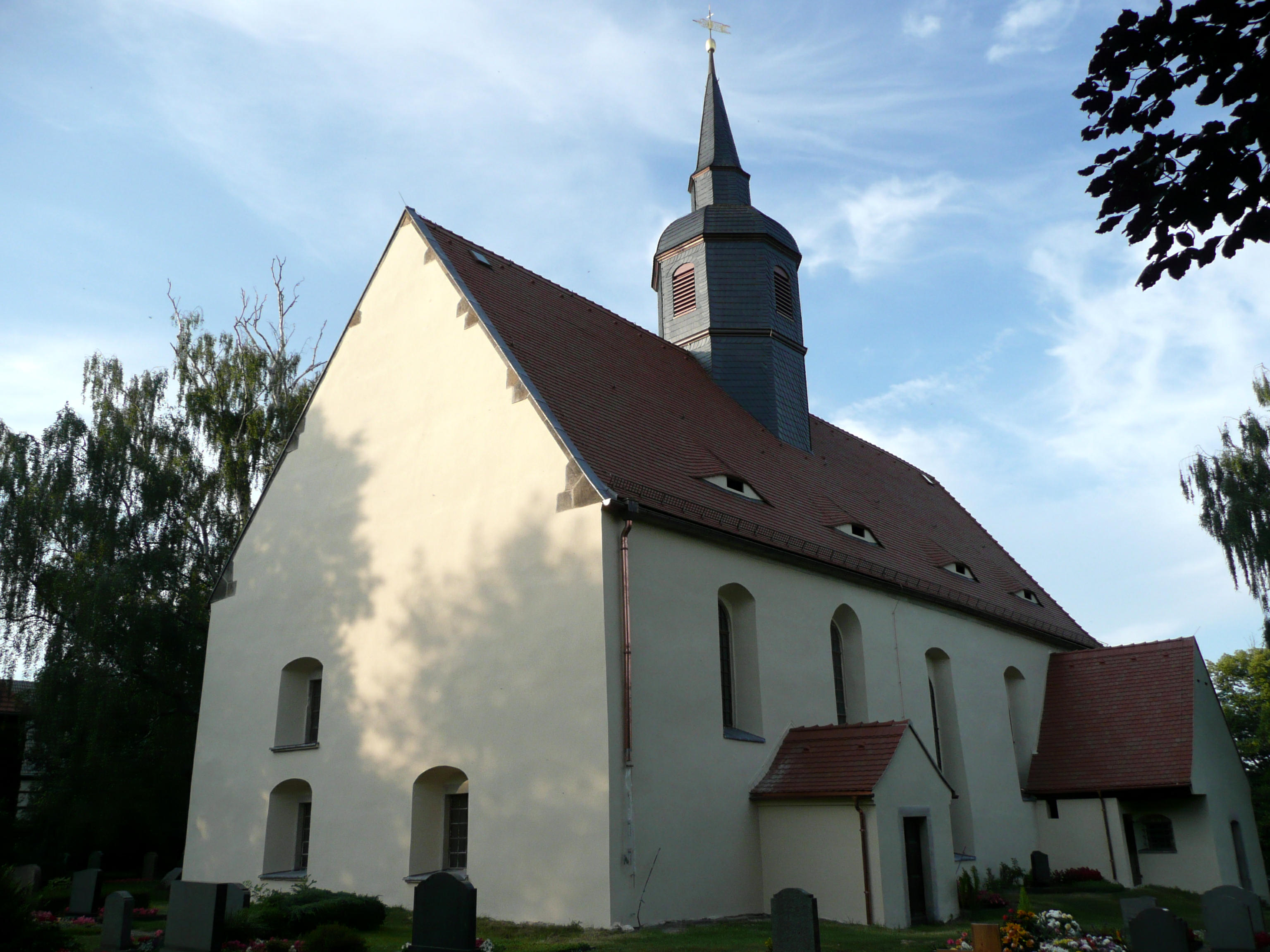
Dorfkirche Grumbach

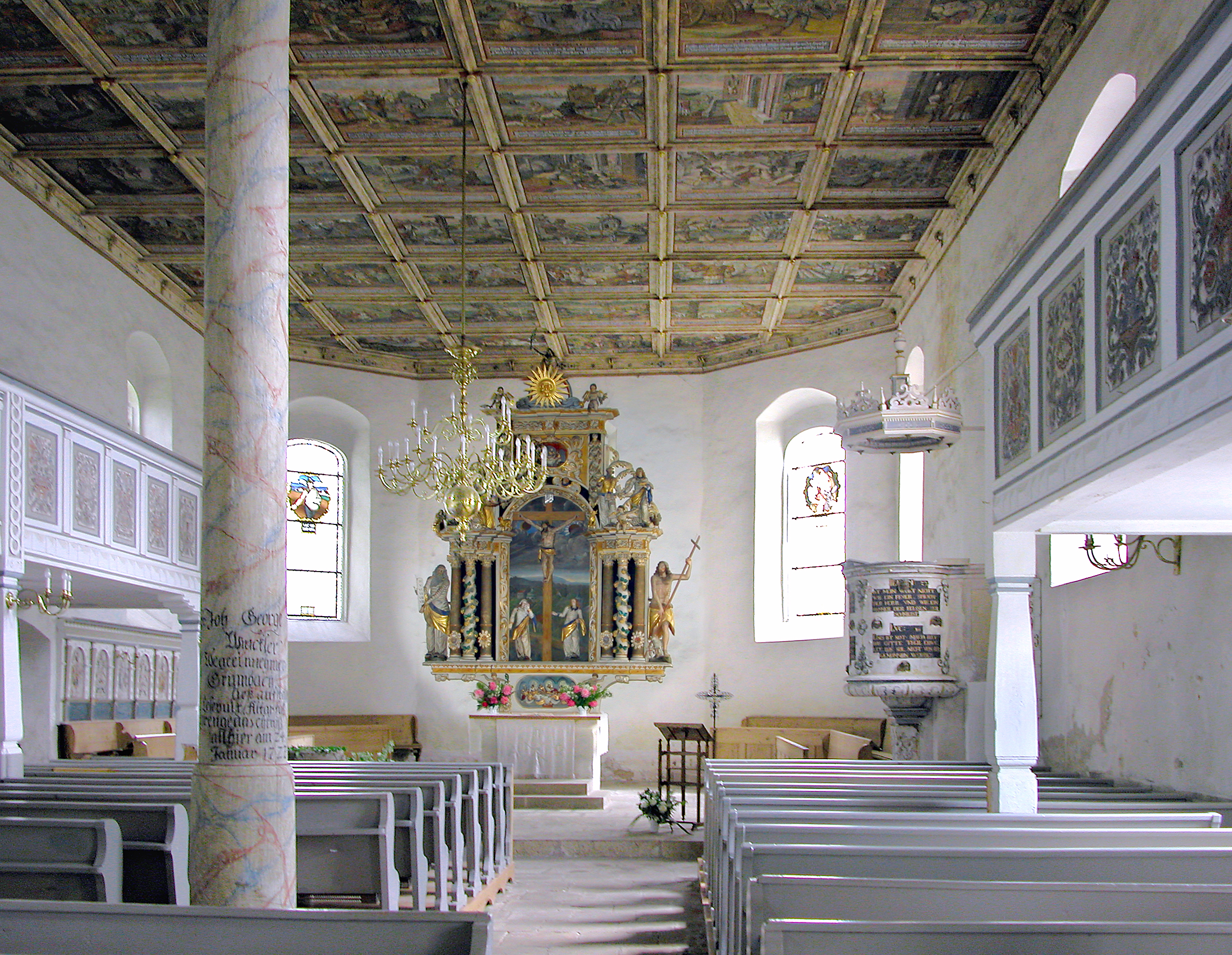
Blick zum Altar

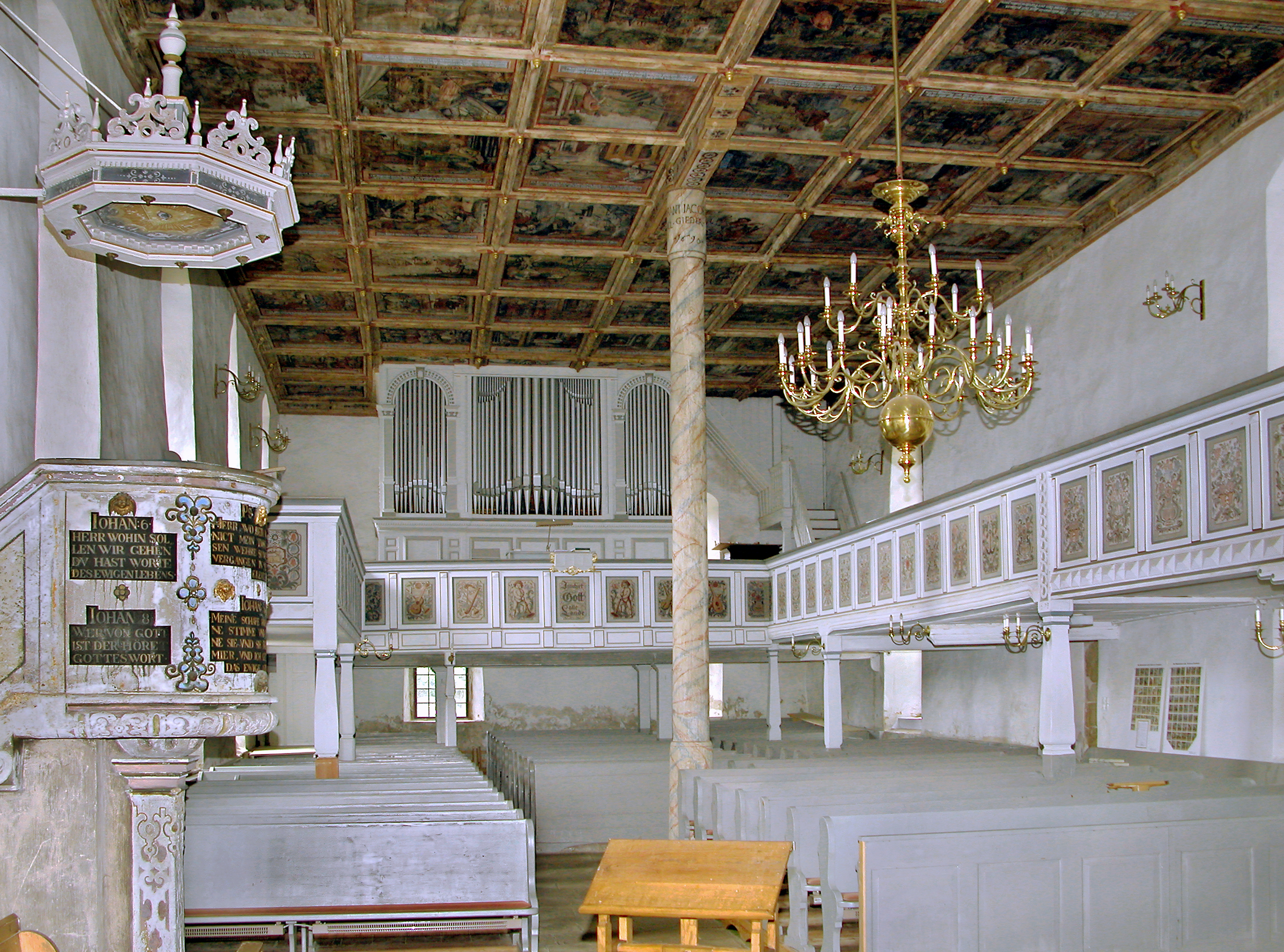
Blick zur Orgel

Die evangelische Dorfkirche Grumbach (früher auch: Kreuzkirche) ist eine im Kern romanische, frühbarock umgebaute Einstützenhalle im Ortsteil Grumbach von Wilsdruff im Landkreis Sächsische Schweiz-Osterzgebirge in Sachsen. Sie gehört zum Kirchgemeindeverbund Wilsdruff-Freital im Kirchenbezirk Pirna der Evangelisch-Lutherischen Landeskirche Sachsens.

## Geschichte und Architektur
Die langgestreckte Einstützenhalle mit romanischem Ursprung wurde in den Jahren 1609/10 umgebaut, Restaurierungen erfolgten in den Jahren 1889, 1921–23, 1947–49 und 1952/53; im Jahr 1994 wurden Grabungen vorgenommen. Die Kirche ist ein verputztes Bruchsteinbauwerk mit steilem Satteldach und kräftigem, gedrungenem Dachreiter. Das Satteldach über dem mit Strebepfeilern umgebenen, unregelmäßigen dreiseitigen Schluss ist steil abgewalmt. An der nordwestlichen Vorhalle befindet sich ein romanisches Portal des frühen 13. Jahrhunderts, an der Südseite ist die Sakristei mit Treppe zur ehemaligen Patronatsloge von 1823 angebaut.
In der Mitte des Saals befindet sich eine Rundstütze mit einer Inschrift und der Jahreszahl 1610 mit Sattelholz, welche den Dachstuhl und den Dachreiter trägt. 
Die seltene Kassettendecke der Renaissance wurde vom Freiberger Maler Friedrich Unger mit Szenen aus dem Alten und Neuen Testament nach Radierungen von Virgil Solis dem Älteren bemalt (datiert 1674). Seit 1673 sind an Nord- und Südseite eingeschossige Emporen, im Westen eine Orgelempore eingebaut. An der Unterseite der Nordempore sind Reste einer ornamentalen Bemalung erhalten, die vermutlich aus dem 17. Jahrhundert stammt. An der Südwand des Chores sind Reste einer Wandmalerei erhalten, die vermutlich Johannes den Täufer darstellt. In der Sakristei ist ein zweijochiges Kreuzgewölbe eingezogen.

## Ausstattung
Das Hauptstück der Ausstattung ist ein frühbarockes Retabel mit reichem Dekor, das vom Meißener Holzbildhauer Johann Friedrich Richter im Jahr 1688/89 geschaffen wurde; es wurde 1922 und 1949 restauriert. Der architektonische Aufbau ist mit drei Säulen auf jeder Seite gegliedert, deren mittlere jeweils gewunden und vorgezogen ist. In der Predella ist das Abendmahl als Hochrelief, im Mittelteil eine vollplastische Kreuzigungsgruppe angeordnet, die letztere hinterfangen von einem Landschaftsbild mit Anspielung auf die Grabeskirche in Jerusalem. Außen sind die Figuren von Mose und Johannes dem Täufer aufgestellt. Unter dem stark verkröpften Hauptgesims sind die Evangelisten, im Auszug die Grablegung Christi dargestellt; das Ganze wird bekrönt vom Salvator mundi.
Die weiß gefasste Sandsteinkanzel ist mit Beschlagwerk dekoriert; der runde Kanzelkorb ist mit Schrifttafeln versehen, die vermutlich vom Freiberger Steinmetz Simon Hoffmann gearbeitet wurden, worauf die Signatur S.H. 1612 hinweist. Der Schalldeckel mit kandelaberartiger Bekrönung zeigt auf der Unterseite eine Glorie mit dem Auge Gottes. Die prächtige kelchförmige Sandsteintaufe zeigt am Fuß reichen Dekor, das Taufbecken ist zudem mit Bibelsprüchen in Rollwerkskartuschen verziert und mit der Jahreszahl 1612 versehen.
In der südlichen Vorhalle befindet sich eine Grabplatte des ersten hier amtierenden Pfarrers Christof Saltzer († 1532), im ursprünglichen Darstellungsmodus stehend im Ornat mit Abendmahlskelch in der Linken, die rechte Hand im Segensgestus.

## Orgel
Die Orgel war ein Werk von Friedrich Jahn aus dem Jahr 1865. Das Instrument wurde 2024 von der Orgelwerkstatt Wegscheider mit 27 Registern auf zwei Manualen und Pedal erneuert, wobei das Gehäuse und einige Teile des Vorgängerinstruments wiederverwendet werden.
Am 15. September 2024 erfolgte die feierliche Orgelweihe des ersten Bauabschnitts der Orgel (Hauptwerk und Pedalkoppel).
| Hauptwerk C–f3 |     |
| Principal      | 8′  |
| Bordun         | 16′ |
| Rohrflöte      | 8′  |
| Gambe          | 8′  |
| Octave         | 4′  |
| Gemshorn       | 4′  |
| Quinte         | 3′  |
| Octave         | 2′  |
| Mixtur III–IV  |     |
| (Trompete)     | 8′  |
| (Cornett III)  |     |

| Oberwerk C–f3 |        |
| Principal     | 4′     |
| Gedackt       | 8′     |
| Flöte offen   | 8′     |
| Fugara        | 8′     |
| Salicional    | 8′     |
| Nasat         | 3′     |
| Octave        | 2′     |
| Mixtur II–III | 8′     |
| (Oboe)        | 8′     |
| (Terz)        | 1 3⁄5′ |

| Pedal C–d1      |     |
| Violonenbass    | 16′ |
| Subbass         | 16′ |
| Octavbass       | 8′  |
| Cello           | 8′  |
| Posaunenbass    | 16′ |
| (Trompetenbass) | 8′  |

- Tremulant, Manualkoppel, Pedalkoppel I/P.
- Die Register in Klammern sind Optionen für einen späteren Einbau, wenn die Finanzierung möglich ist.[2]